# Сен-Жюст (Эн)
Сен-Жюст (фр. Saint-Just) — коммуна во Франции, находится в регионе Рона — Альпы. Департамент — Эн. Входит в состав кантона Перонна. Округ коммуны — Бурк-ан-Брес.
Код INSEE коммуны — 01369.

## География
Коммуна расположена приблизительно в 370 км к юго-востоку от Парижа, в 60 км северо-восточнее Лиона, в 5 км к юго-востоку от Бурк-ан-Бреса.

## Климат
Климат полуконтинентальный с холодной зимой и тёплым летом. Дожди бывают нечасто, в основном летом.

## Население
Население коммуны на 2010 год составляло 881 человек.
| 1962 | 1968 | 1975 | 1982 | 1990 | 1999 | 2010 |
| ---- | ---- | ---- | ---- | ---- | ---- | ---- |
| 229  | 212  | 317  | 441  | 614  | 788  | 881  |

## Администрация
| Период | Период | Фамилия          | Партия | Примечания |
| ------ | ------ | ---------------- | ------ | ---------- |
| 2001   | 2008   | Франсуаза Конвер |        |            |
| 2008   | 2020   | Жан Пише         |        |            |

## Экономика
В 2010 году среди 614 человек трудоспособного возраста (15—64 лет) 428 были экономически активными, 186 — неактивными (показатель активности — 69,7 %, в 1999 году было 69,4 %). Из 428 активных жителей работали 403 человека (212 мужчин и 191 женщина), безработных было 25 (11 мужчин и 14 женщин). Среди 186 неактивных 58 человек были учениками или студентами, 62 — пенсионерами, 66 были неактивными по другим причинам.

## Фотогалерея

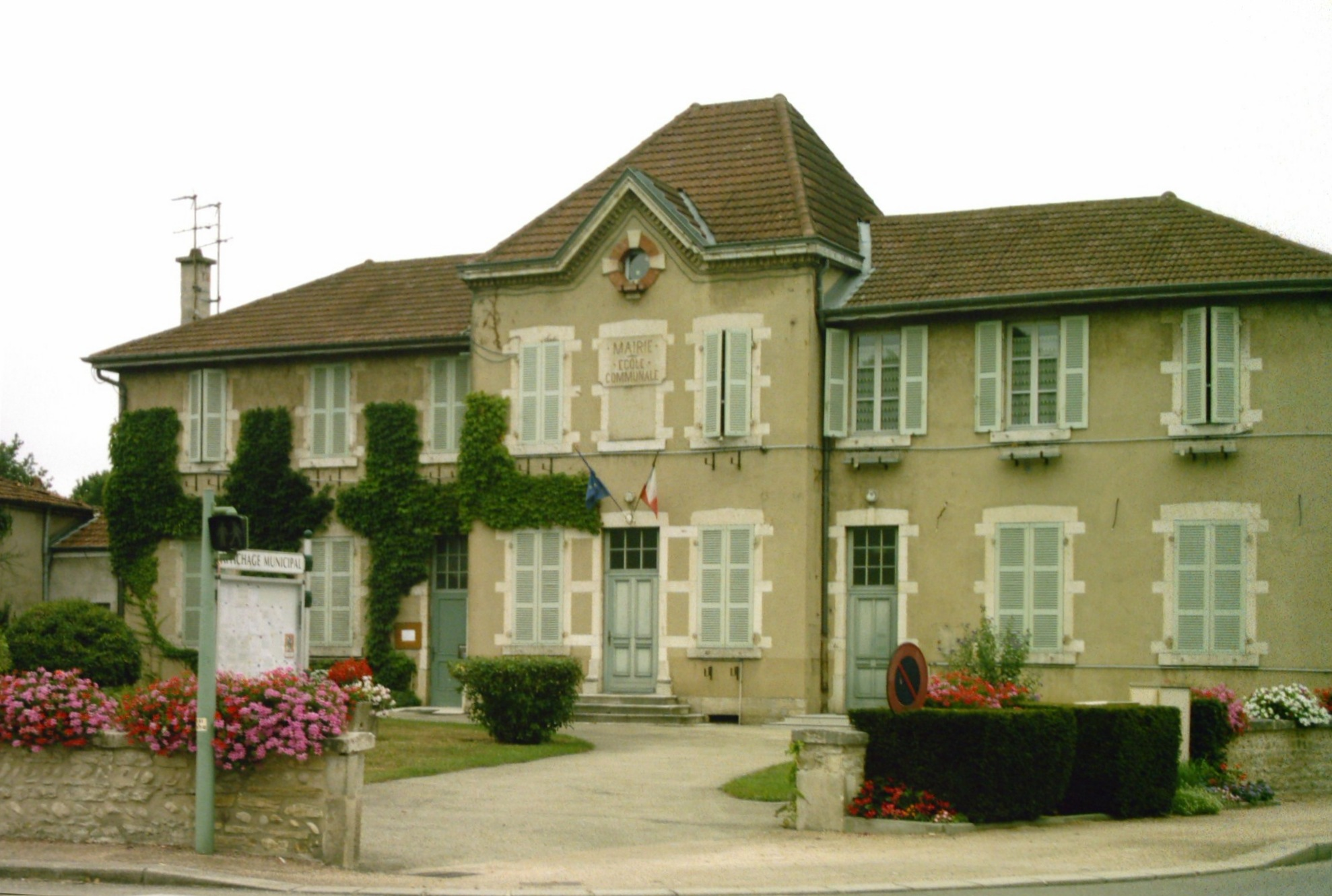
Мэрия
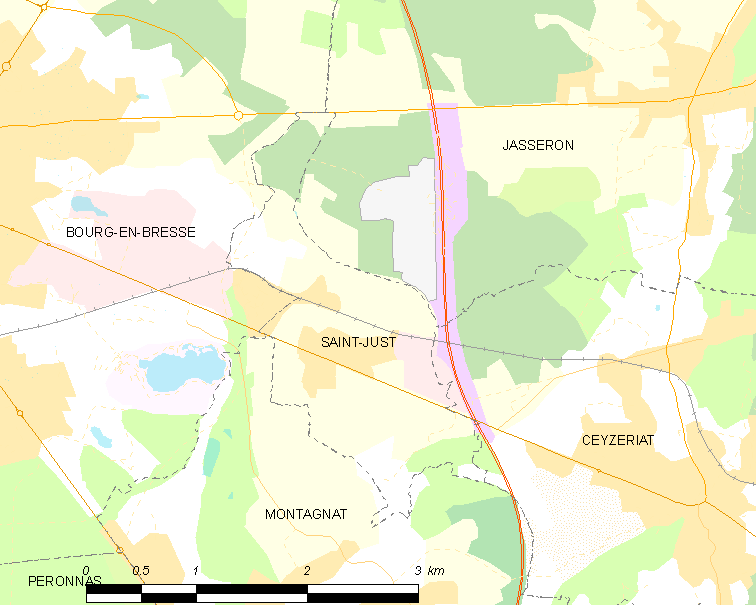
Карта коммуны